# Desierto de Nubia

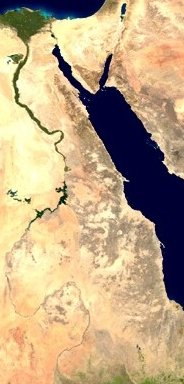
Desierto de Nubia (al sur) y el desierto arábigo (al norte).

El desierto de Nubia (en árabe: صحراء النوبة‎, Şaḩrā’ an Nūba) se encuentra en la región oriental del Sáhara y ocupa una extensión de 50.000 km² al noreste de Sudán entre el río Nilo y el mar Rojo. La región árida está compuesta por una meseta de arenisca, donde no existe ningún oasis. Los habitantes tradicionales del área son los nubios y el pueblo más cercano es el de Abidiya.
El megalito arqueoastronómico más antiguo conocido fue erigido en Nabta Playa en el desierto de Nubia al sur de Egipto.